# Чуваркућа
Чуваркућа (лат. Sempervivum tectorum) је вишегодишња  зељаста биљка из истоименог рода (Sempervivum). Назив потиче од речи semper vivеre-стално жива, и речи tectorum-кров.
Висока је од 10 до 30 cm, листови су розетасти, црепасти и при врху црвени. На врху стабљике су звездасти цветови црвене боје, код неких подврста и црвено-љубичасте или жуте.
Чуваркућа расте на стенама, зидовима, крововима и лако се одржава. Постоји веровање да чува од грома, болести и вештица. 
Чуваркућа садржи танин, слуз, смолу, калцијум малат, масно уље, мрављу и јабучку киселину.
Народна имена чуваркуће су још и пазикућа, ваздажива, дивље смиље, жедњак.

## Опис
Чуваркућа припада сукулентама, садржи меснате листове пуне воде. Листови су ланцетасти и ушиљеног су врха.Биљка цвета у периоду од јула до августа.

## Размножавање
Врло отпорна биљка, захваљујући листовима пуним воде може преживети сушу.  Веома лако се размножава, столонима самостално или се може развити нова биљка из листа, вегетативно.

## Угроженост и заштита
Неке врсте овог рода су заштићене од стране државе.

## Лековита својства
Употребљава се сок од ове биљке и то или из целе свеже биљке (Sempervivum tectori succus) или се употребљава само лист (Sempervivum tectori folium), код упале уха.
У медицини се употребљава као сок против опекотина, херпесa, чирева. 
Тинктура од чуваркуће се користи као хомеопатски препарат против упале грла.
Постоји народна пословица: боље чуваркућа на кући него два пса пред кућом.

## Слике
- Чуваркућа
- Sempervivum tectorum
- Sempervivum tectorum
- Sempervivum tectorum
- Sempervivum tectorum
- Sempervivum tectorum
- Sempervivum tectorum
- Sempervivum tectorum
- Sempervivum tectorum
- Sempervivum tectorum